# Boris Grîzlov
Boris Veaceslavovici Grîzlov (în rusă Борис Вячеславович Грызлов; n. 15 decembrie 1950) este un politician rus, care a fost președinte al Dumei de Stat a Rusiei între 29 decembrie 2003 și 14 decembrie 2011 și Ministru al Afacerilor Interne al Rusiei între 28 martie 2001 și 24 decembrie 2003. El este unul dintre liderii celui mare partid politic rus – Rusia Unită și un apropiat al Președintelui Rusiei Vladimir Putin. Între anii 2005 și 2007 a fost președinte al partidului Rusia Unită, iar din 2003 până în 2011 a fost liderul fracțiunii partidului în Duma de Stat.